# Francesco Montanari
Francesco Montanari (né le 4 octobre 1984) est un acteur italien.

## Biographie
Francesco Montanari est diplômé de l'Académie nationale d'art dramatique Silvio D'Amico.

### Carrière
Montanari se fait connaître notamment par son interprétation du Libanais dans la série TV italienne Romanzo criminale, inspirée de l'histoire vraie de la Banda della Magliana. En 2009 il joue le rôle d'Attilio Panecci dans le film Oggi Sposi.[réf. nécessaire]

### Vie privée
Francesco Montanari se marie en 2016 avec Andrea Delogu.